# Xã Canisteo, Quận Dodge, Minnesota
Xã Canisteo (tiếng Anh: Canisteo Township) là một xã thuộc quận Dodge, tiểu bang Minnesota, Hoa Kỳ. Năm 2010, dân số của xã này là 654 người.